# Küstriner Vorland
Küstriner Vorland – gmina w kraju związkowym Brandenburgia, w powiecie Märkisch-Oderland, wchodzi w skład urzędu Golzow. W 2013 r. gmina liczyła 2598 mieszkańców, a jej powierzchnia wynosi 46,53 km². Leży przy granicy polsko-niemieckiej, na historycznej ziemi lubuskiej.
Gmina powstała 1 stycznia 1998 roku po połączeniu gmin: Gorgast, Küstrin-Kietz i Manschnow.

## Dzielnice

### Gorgast
Polska nazwa to Gorgoszcz. Pierwsza wzmianka o miejscowości pochodzi z 1375 roku. Znajduje się tu jeden z kilku fortów Twierdzy Kostrzyn: "Fort Gorgast", który jest jednym z najlepiej dziś zachowanych i udostępnianych obiektów dla zwiedzających. Gorgast zamieszkuje 833 mieszkańców.

### Küstrin-Kietz
Dawna dzielnica Kostrzyna nad Odrą, włączona do miasta w 1930 roku. Po ustaleniach poczdamskich, Odra stała się rzeką graniczną, rozdzielając miasto między dwa państwa. Dawne Długie Przedmieście, Kuhbrücke i Kietz zostały na terenie Niemiec. W 1954 r. na krótko zmieniono nazwę na Friedensfelde, aby następnie z końcem roku przyjąć nazwę Kietz. W dniu zjednoczenia Niemiec, 3 października 1990 roku miejscowość powróciła do nazwy Küstrin-Kietz. Dzielnica liczy 850 mieszkańców.

### Manschnow
Pierwsza wzmianka o miejscowości pochodzi z 1336 roku. Manschnow liczy 1250 mieszkańców.

## Zabytki
- Pałac i park w Gorgast
- Fort Gorgast z lat 1883-1889
- Kościół w Gorgast, otwarty w 1959
- Koszary wojskowe w Küstrin-Kietz
- Kamienie ćwierćmilowe przy drodze krajowej nr 1 w Küstrin-Kietz i Manschnow
- Stary cmentarz w Küstrin-Kietz
- Cmentarz żołnierzy sowieckich w Manschnow

## Demografia
Wykres zmian populacji Küstriner Vorland w granicach z 2013 r. od 1875 r.:

## Transport

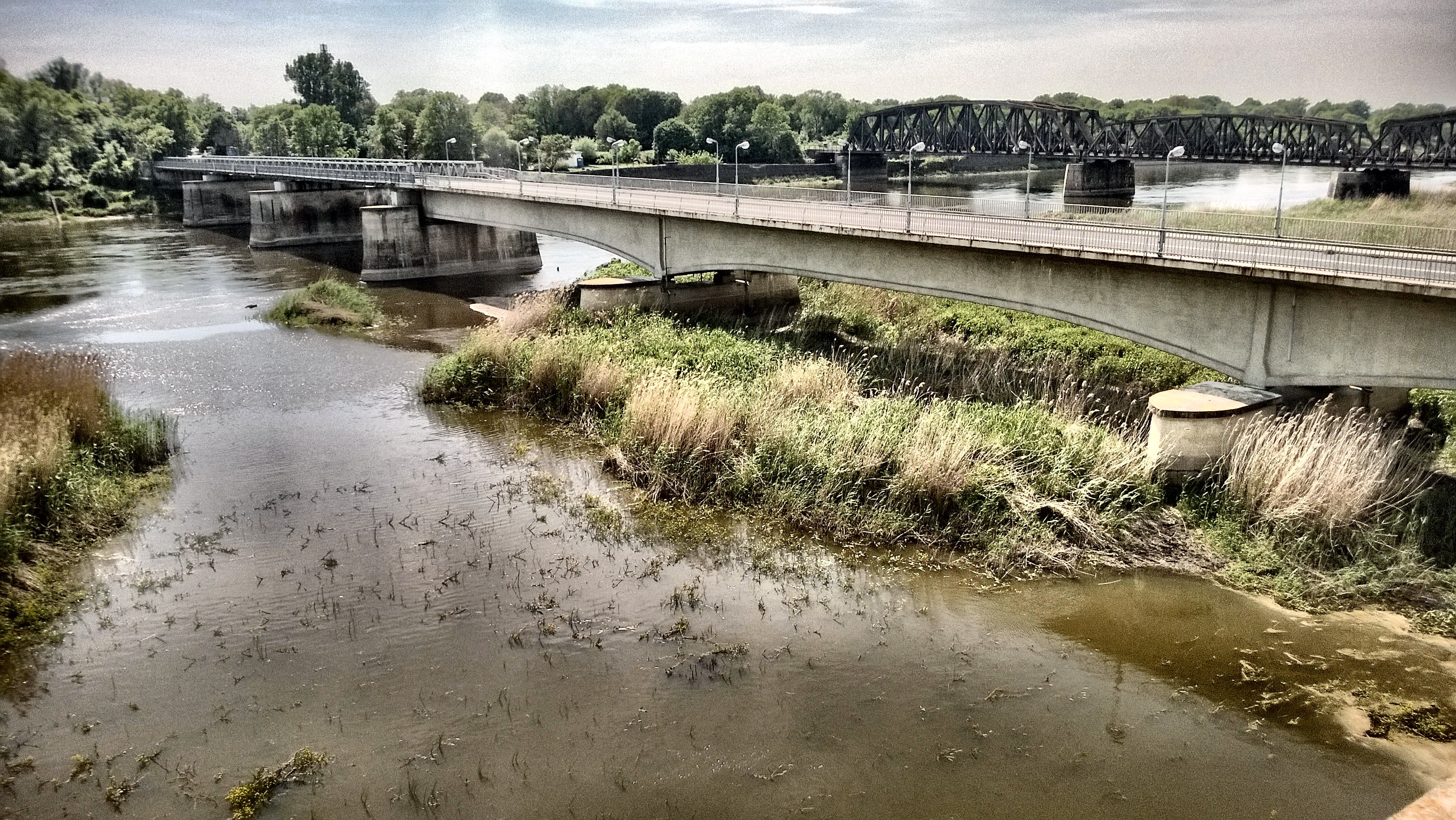
Mosty drogowy i kolejowy nad Odrą łączące Küstrin-Kietz i Kostrzyn nad Odrą

W gminie ma swój początek niemiecka droga krajowa nr 1, biegnąca od granicy polsko-niemieckiej do granicy holendersko-niemieckiej. Znajduje się tu także stacja kolejowa Küstrin-Kietz.

## Współpraca zagraniczna
Gmina Küstriner Vorland utrzymuje dobre stosunki z miastem partnerskim gminy Kostrzyn nad Odrą, podejmując często wspólne decyzje, w rozwój i promocję ziemi kostrzyńskiej.